# Palacio de Rastede
El Palacio de Rastede (en alemán: Schloss Rastede) se halla en Rastede, en las cercanías de Oldemburgo, Alemania. Era una residencia de los gobernantes de Oldemburgo. En la actualidad es propiedad del duque Cristián de Oldemburgo.
- Datos: Q2243070
- Multimedia: Schloss Rastede / Q2243070